# Lynchia americana
Lynchia americana är en tvåvingeart som först beskrevs av Leach 1817.  Lynchia americana ingår i släktet Lynchia och familjen lusflugor. Inga underarter finns listade i Catalogue of Life.